# 愛國者號角
愛國者號角黨（英語：Trumpet of Patriots，Trumpet取特朗普諧音）是一個特朗普主义及右翼民粹主義的澳洲政黨 。該黨已在澳洲選舉委員會、新南威尔士州及北領地註冊。
該黨前身為Country Alliance，由四名維多利亞州農村人於2004年創立。2015年更名為澳洲郊區黨（Australian Country Party）。2020年，該黨再更名為澳洲聯邦黨（Australian Federation Party）。愛國者號角黨成立於2021年，但未能在澳洲選舉委員會註冊，並於2024年與澳洲聯邦黨合併。
2025年2月，極右翼統一澳洲黨創始人兼主席克萊夫·帕爾默因未能重新登記該黨以參加2025年大選，故接管了愛國者號角黨。帕爾默目前擔任黨主席，而蘇埃倫·惠特森（Suellen Wrightson）是該黨黨魁，並將角逐亨特選區。統一澳洲黨的唯一一位現任議員維多利亞州參議員雷夫·巴貝特選擇繼續留在統一澳洲黨並擔任該黨主席，並沒有跟隨加入愛國者號角黨。

## 爭議
愛國者號角提名的多個候選人均爆出爭議甚至刑事前科，引發外界對其候選人甄選標準的質疑。
該黨在新南威爾斯州的瑞德選區提名的候選人大衛·薩里卡亞（David Sarikaya）曾聲稱自己擁有心理學博士學位，但新州醫療投訴委員會的調查顯示，其博士學位來自一所未經認證、已關閉的美國網上神學院，名為「美國形而上學神學學院」（The American College of Metaphysical Theology）。其博士學位是神學，與他在咨詢或心理學方面的實踐無關，且這份學位證書是他於2009年在網上花約249澳元購買的。新州醫療投訴委員會曾於2016年對他展開調查，揭露他多年來持續誤導公眾，假冒心理健康專業人員提供諮詢服務，實際上他不具備任何心理學或諮詢方面的正式資格。2018年，新州民事行政仲裁庭甚至對他頒布命令，永久禁止他從事任何有償或義務性質的醫療服務。他也曾在1997年於維多利亞州被判犯有詐騙罪，隨後宣告破產。
除了薩里卡亞之外，該黨在昆士蘭迪克森選區提名的候選人麥可·諾曼·傑索普（Michael Norman Jessop）也備受關注。傑索普去年7月因有人報警說其形跡可疑，在陽光海岸的一處住宅外被捕。警方在其車上發現了迷彩服、武器、繩索、膠帶、鏟子、斧頭以及一個屍體袋。傑索普因涉嫌跟蹤與持有武器等重罪目前正被保釋候審。
同樣來自昆州，該黨在懷德灣選區提名的另一名候選人加布里埃爾·佩尼科特（Gabrial Pennicott），則於2011年因涉及23項欺詐罪而破產並入獄。